# Elisabeth Röhl

Elisabeth Röhl

Elisabeth Röhl (* 22. August 1888 in Landsberg an der Warthe; † 21. September 1930 in Köln, gebürtig Elisabeth Gohlke, später verheiratete Elisabeth Kirschmann-Röhl) war eine deutsche Politikerin der SPD.

## Leben und Beruf
Nach dem Besuch der Volksschule absolvierte Elisabeth Röhl eine Schneiderlehre. Sie war im Verband der Schneider und Schneiderinnen aktiv. Während des Ersten Weltkrieges von 1914 bis 1918 arbeitete sie zusammen mit Anna Maria Schulte, Marie Juchacz und Else Meerfeld in der Heimarbeitszentrale und war Mitglied der so genannten Lebensmittelkommission.
Elisabeth Röhl hatte einen Sohn aus erster Ehe, ihr zweiter Ehemann Emil Kirschmann war SPD-Reichstagsabgeordneter. Ihre Schwester war die SPD-Politikerin Marie Juchacz.
Ihre Grabstätte befindet sich auf dem Kölner Südfriedhof (Flur 65 Nr. 307).

## Abgeordnete
Elisabeth Röhl gehörte 1919/20 der Weimarer Nationalversammlung an. In der Nationalversammlung forderte sie am 16. Juli 1919 eine Gleichstellung unehelicher Mütter und Kinder mit Ehefrauen und ehelichen Kindern. Von 1921 bis zu ihrem Tode war sie Landtagsabgeordnete in Preußen. 1920 war sie auch Mitglied im Provinziallandtag der Rheinprovinz.

## Literatur

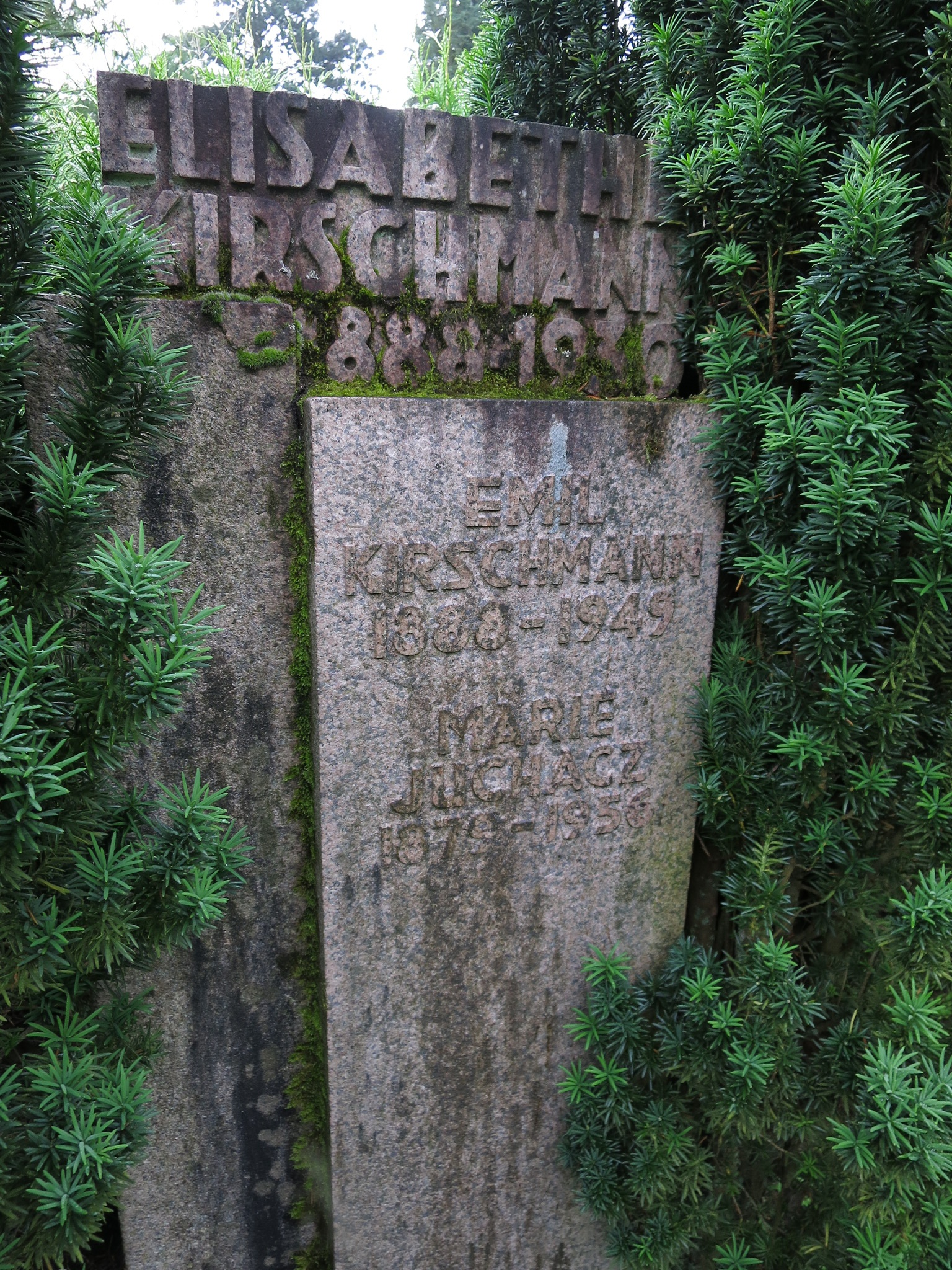
Familiengrab von Elisabeth und Emil Kirschmann sowie Marie Juchacz auf dem Kölner Südfriedhof